# Рамсей, Эдвард Пирсон
Эдвард Пирсон Рамсей (также Рамзай англ. Edward Pierson Ramsay; 3 декабря 1842, Сидней — 16 декабря 1916, там же) — австралийский орнитолог.
Эдвард Пирсон Рамсей изучал медицину в Сиднейском университете с 1863 по 1865 годы, однако перед окончанием бросил учёбу. Его с его детства интересовали естественные науки. Хотя он не получил научного образования, он опубликовывал многочисленные работы, которые были признаны научным кругом. Затем он посвятил себя преимущественно собиранию птиц.
В 1863 году он был назначен казначеем Энтомологического общества Нового южного Уэльса (Entomological Society of New South Wale). В 1866 году он был членом Зоологического общества Лондона, отвечая, прежде всего, за корреспонденцию. Он был соучредителем Линнеевского общества Нового Южного Уэльса (1874), а с 1874 по 1894 годы — куратором Австралийского музея. В этот период он опубликовал «Каталог австралийских птиц в Австралийском музее Сиднея» (Catalogue of the Australian Birds in the Australian Museum at Sydney). После своей отставки по состоянию здоровья он работал до 1909 года в качестве консультанта по орнитологии в Австралийском музее.
16 декабря 1916 года Эдвард Пирсон Рамсей скончался от карциномы желудка. Его могила находится на кладбище Presbyterian (Haberfield).

## Заслуги
Эдвард Пирсон Рамсей впервые научно описал множество видов животных, в том числе 55 видов рыб, часто вместе с зоологом Джеймсом Дугласом Оджильби. Среди описанных им видов животных двухкоготная черепаха (Carettochelys insculpta), желтоплечий королевский попугай (Alisterus chloropterus), серолобая белокосая мухоловка (Heteromyias cinereifrons) и гигантский бандикут (Peroryctes broadbenti).